# Interenfriador

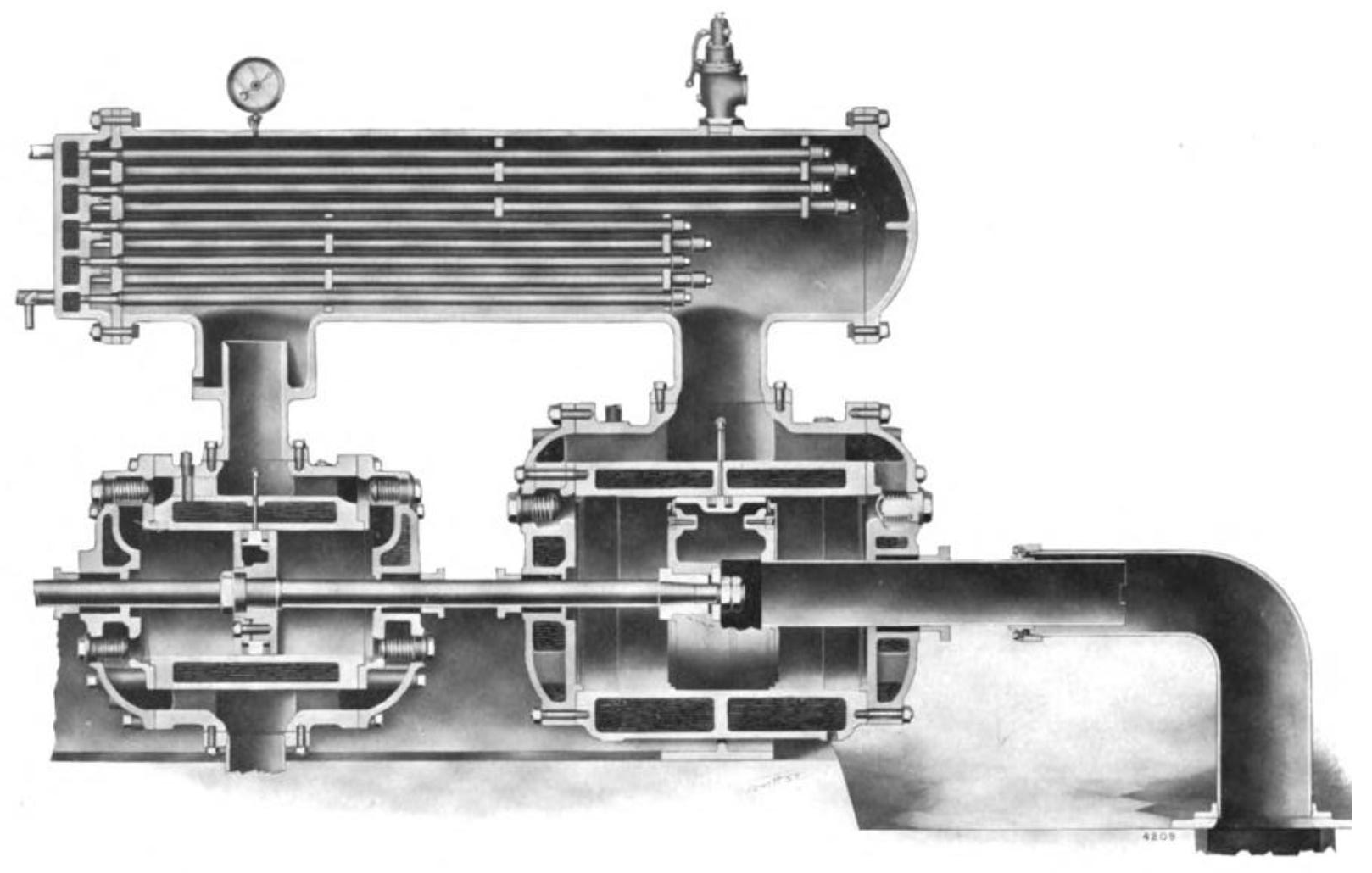
El interenfriador (parte superior) de un compresor de aire Ingersoll Rand de 1910 que extrae el calor residual entre dos fases de compresión.

Un interenfriador, interrefrigerador o intercooler es un radiador usado para refrigerar un gas tras su compresión. Al comprimir un gas se aumenta su temperatura y disminuye su densidad, por ese lado. Un interenfriador hace función de intercambiador de calor que elimina el calor residual de un compresor. Los interenfriadores tienen una variedad de aplicaciones, se pueden encontrar en compresores de aire, aires acondicionados, sistemas de refrigeración, turbina de gas y motores de automóviles. Por lo general son refrigeradores de aire-aire o aire-agua para sobrealimentadores (turbocompresor o sobrealimentador) en motor de combustión interna, con el fin de mejorar la eficiencia volumétrica. Esto conlleva un aumento de entrada de aire por la admisión refrigerando mediante un proceso isobárico. 
El interenfriador se empezó a usar en automoción en 1977, con el Porsche 911.[cita requerida]

## Compresores de aire

Diagrama p-v de tres compresiones en un sistema abierto.
La refrigeración en dos fases (azul) reduce el trabajo útil w_{u} del aire: el proceso es más eficiente y cercano a una compresión isotérmica perfecta, pero su eficacia energética es menor.

El interenfriador se utiliza para eliminar el calor residual de los compresores en dos fases. Los compresores de dos fases se fabricaron por su eficiencia inherente. La refrigeración del interenfriador es la mayor característica de una mayor eficiencia, acercándose a la eficiencia de Carnot. Al eliminar el calor de la compresión de la descarga de la primera fase se densifica el aire. Esto permite a la segunda fase producir más trabajo. Aplicar un interenfriador a un sistema requiere otras mejoras generales. 

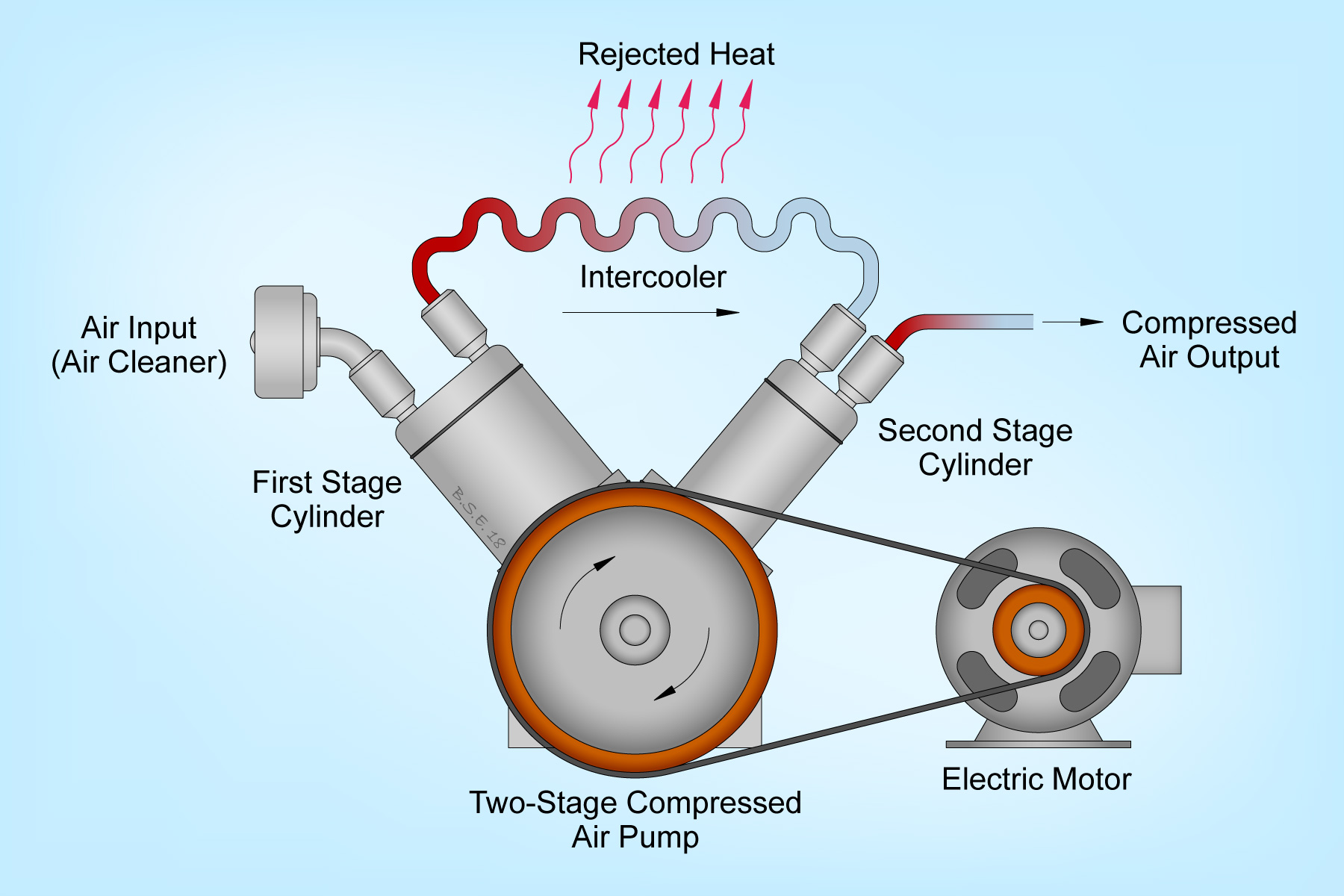
Compresor bomba de dos fases mostrando la ubicación del interenfriador.

## Motores de combustión interna
El interenfriador aumenta la eficiencia de los sistemas de inducción reduciendo la inducción de aire caliente generado por el sobrealimentador o el turbocompresor. Esto elimina el calor de compresión que produce cualquier gas al comprimirse (por ejemplo: su unidad de masa por unidad de volumen, densidad, aumenta).
Un interenfriador también elimina la necesidad de usar el malgastador método de reducir la temperatura de admisión inyectando un exceso de combustible en las cámaras de combustión de los cilindros para refrigerarlas. Esta práctica (previa a los interenfriadores) casi eliminó la ganancia de eficiencia del motor en la inducción forzada, pero era necesaria para evitar que los motores se dañasen por el retroceso de la predetonación del motor.
El prefijo «inter» del mecanismo se debe a que se posiciona como refrigerador entre los ciclos de compresión. Generalmente en los vehículos el interenfriador se encuentra entre el turbo y el motor (la compresión del pistón produce el siguiente ciclo de compresión). Un término más descriptivo o informativo sería «posenfriador» o «posrefrigrerador», eliminando toda ambigüedad posible en vehículos con dos turbos. Los vehículos con dos turbos pueden tener también dos interenfriadores, uno para cada ciclo, teniendo uno entre las dos unidades de turbo y otro entre el segundo turbo y el motor. El coche JCB Dieselmax es un ejemplo de este sistema. En general, un interenfriador es un refrigerador intercambiador de aire.
Hay de todo tipo de tamaños, formas y diseños, dependiendo del rendimiento o espacio disponible. Los más comunes son los instalados en la parte frontal (FMIC, del inglés «front mounted intercooler»), en la parte superior (TMIC, del inglés «top mounted intercooler») e híbridos (HMIC, del inglés «hybrid mounted intercooler»). Cada tipo puede refrigerarse con sistemas aire-aire, aire-líquido o una combinación de ambos.

### En motores sobrealimentados

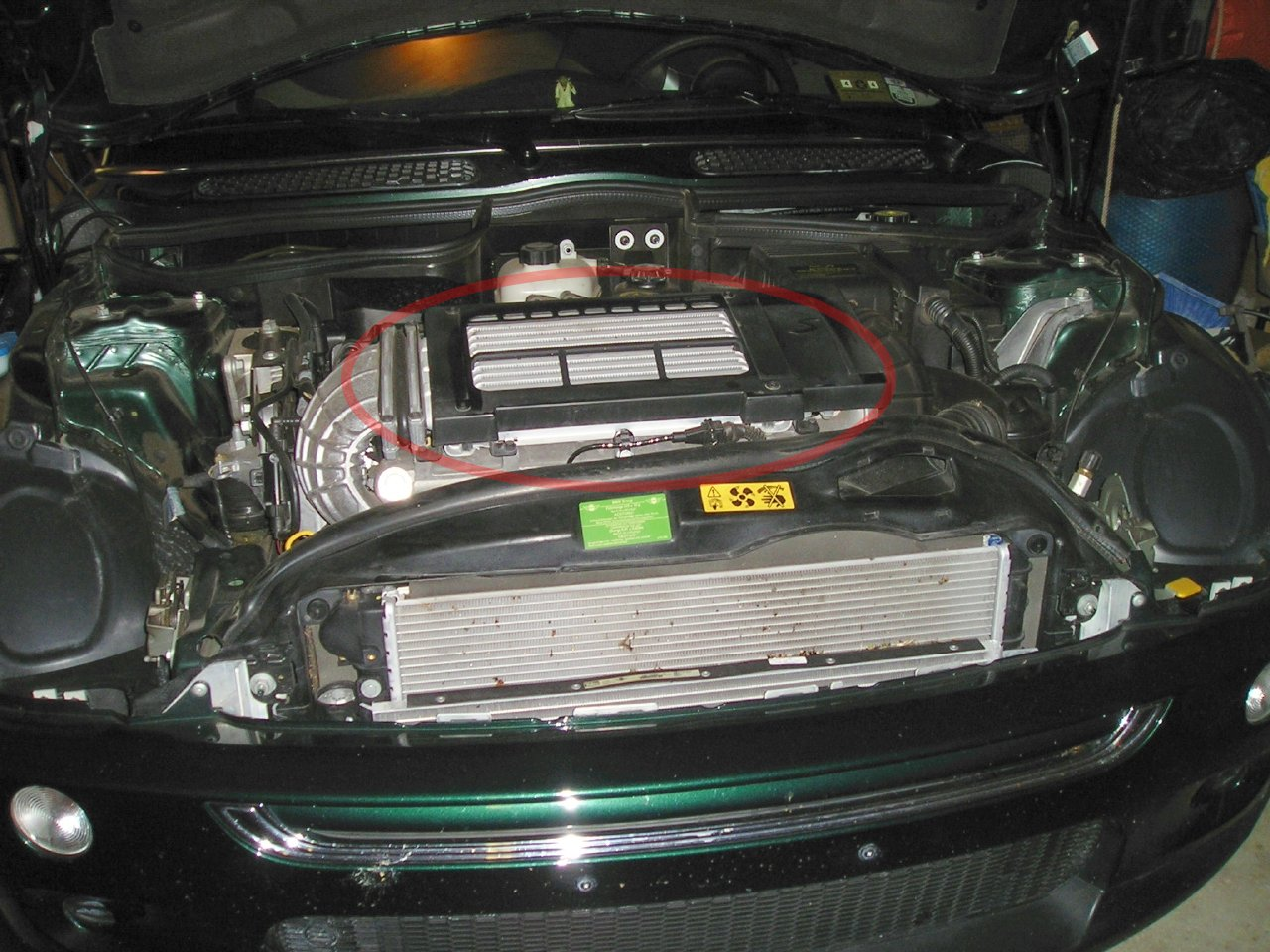
Vano motor de un MINI Cooper S. El interenfriador montado en la parte superior está marcado en rojo.

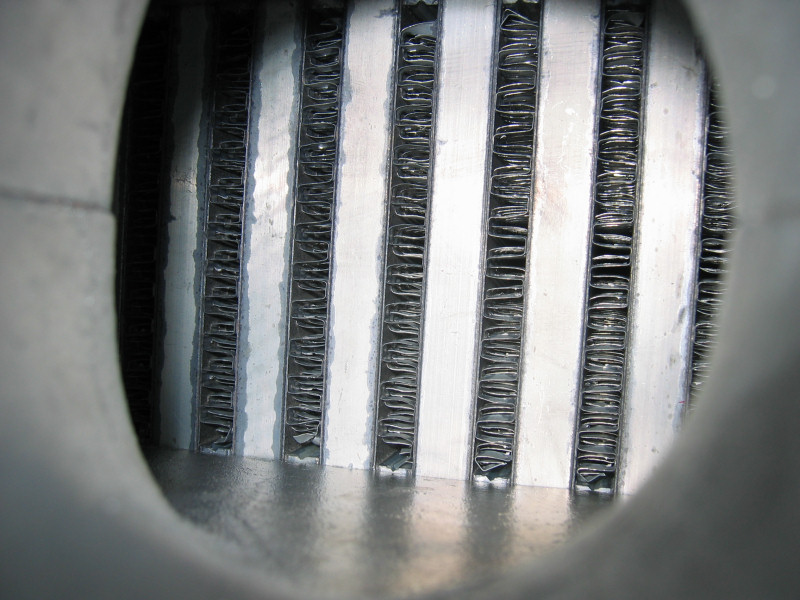
Vista interior de un interenfriador aire-aire.

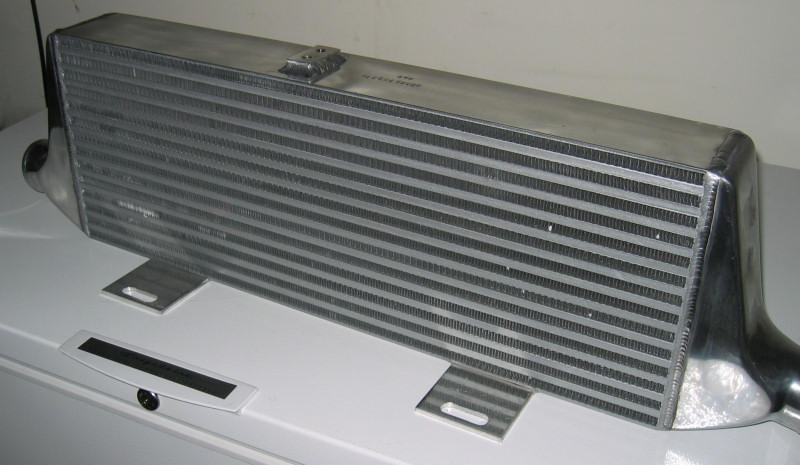
Exterior del mismo interenfriador.

Los motores turbo y sobrealimentados están desarrollados para que entre mayor masa de aire (es decir, más moléculas de oxígeno) en la admisión y cámara de combustión. Este método de refrigeración compensa el calor generado por la sobrealimentación, un semiadiabática natural del proceso de compresión. El aumento de presión de aire puede producir una temperatura excesiva en la entrada de aire, reduciendo el rendimiento debido al descenso de densidad. Si aumenta la temperatura de admisión del aire, también aumentará la temperatura de combustión del cilindro, provocando una detonación, un desgaste excesivo o daños por temperatura al bloque motor o los pistones.
Cuando una carga de aire caliente o comprimido pasa a través de un interenfriador se reduce su temperatura y su presión. Si el mecanismo se ha montado de forma adecuada, las disminución de temperatura será mayor que la reducción de presión, resultando un aumento neto de densidad. Esto aumenta el rendimiento del sistema, recuperando las perdidas de ineficiencia en el proceso de compresión, expulsando el calor a la atmósfera. Se puede realizar una refrigeración adicional mediante un leve rociado de un refrigerante sobre la superficie del interenfriador o incluso con un sistema de refrigeración por agua o refrigeración por evaporación.
El tipo de interenfriador que cambia su temperatura directamente con la atmósfera se diseñó para montarse en zonas del automóvil donde recibiese el máximo flujo de aire. Normalmente estos sistemas se montan en la parte frontal (FMIC). Algunos coches como el Nissan Skyline, Saab, Volvo Serie 200 Turbo, Volvo Serie 700 (y 900) turbo, Dodge SRT-4, Mazda MX-6 de primera gen., Mitsubishi Lancer Evolution y Chevrolet Cobalt SS usan este tipo de interenfriador, montado tras el parachoques delantero, en línea con el radiador.
Otros coches turbo, particularmente en aquellos en los que la estética no se veía comprometida por hacerlo, montaban interenfriador lateral (SMIC, del inglés «side mounted intercooler», como el Toyota Supra (solo JZA80), Nissan 300ZX Twin Turbo, Nissan Silvia (S13/14/14a/15), Nissan 180sx, Mitsubishi 3000gt, Saab 900, Volkswagen, Alfa Romeo/Lancia/Fiat turbodiésel, Audi TT y Mitsubishi Eclipse, estos se encontraban en un lateral de la parte frontal, en una esquina del parachoques delantero, delante de la rueda. Los interenfriadores laterales suelen ser más pequeños, principalmente por las limitaciones de espacio y en ocasiones llevan uno a cada lado para conseguir e incluso superar las características de un interenfriador grande. Coches como el Subaru Impreza WRX, MINI Cooper S, Toyota Celica GT-Four, Nissan Pulsar GTI-R, Acura RDX, Mazdaspeed3, Mazdaspeed6 y los PSA Peugeot Citroën turbodiésel, lo montan en la parte superior (TMIC) justo sobre el motor. El aire entra al interenfriador mediante la toma de aire. En el caso de los coches PSA, el aire entra por la parrilla del parachoques y se conduce bajo el capó.

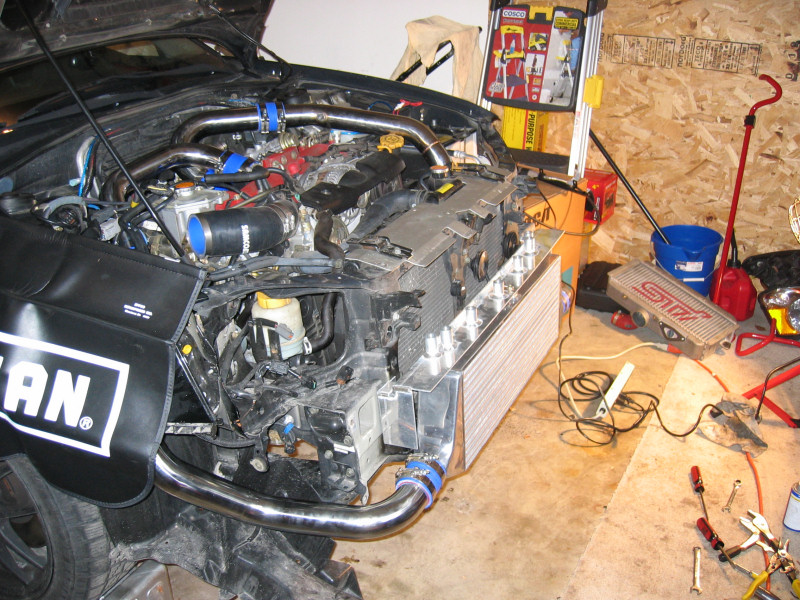
Montaje de un interenfriador frontal comprado en un coche que de serie traía uno superior.

Debido a la exposición que supone un sistema FMIC con un parachoques abierto, algunos ingenieros prefieren montarlo en otras ubicaciones para evitar que se dañe. Los FMIC se suelen color delante o detrás del radiador, dependiendo de la disipación de calor necesaria del motor.
Algunas empresas de preparación y alto rendimiento toman la temperatura del aire antes y después de pasar por el interenfriador para que sea lo más similar posible a la temperatura ambiente.

### Refrigeración por agua

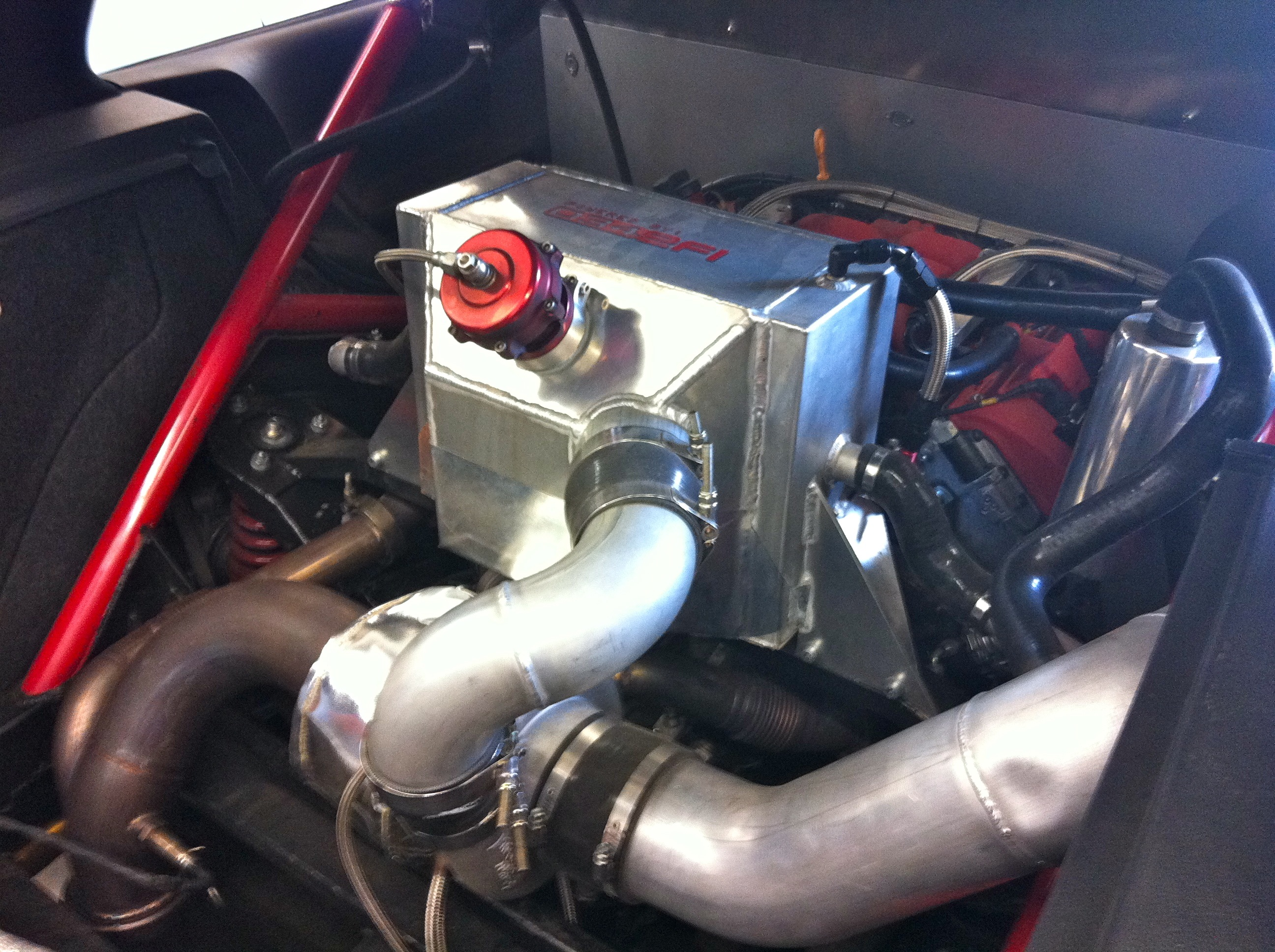
Montaje personalizado de refrigeración por agua en un coche de pruebas contrarreloj.

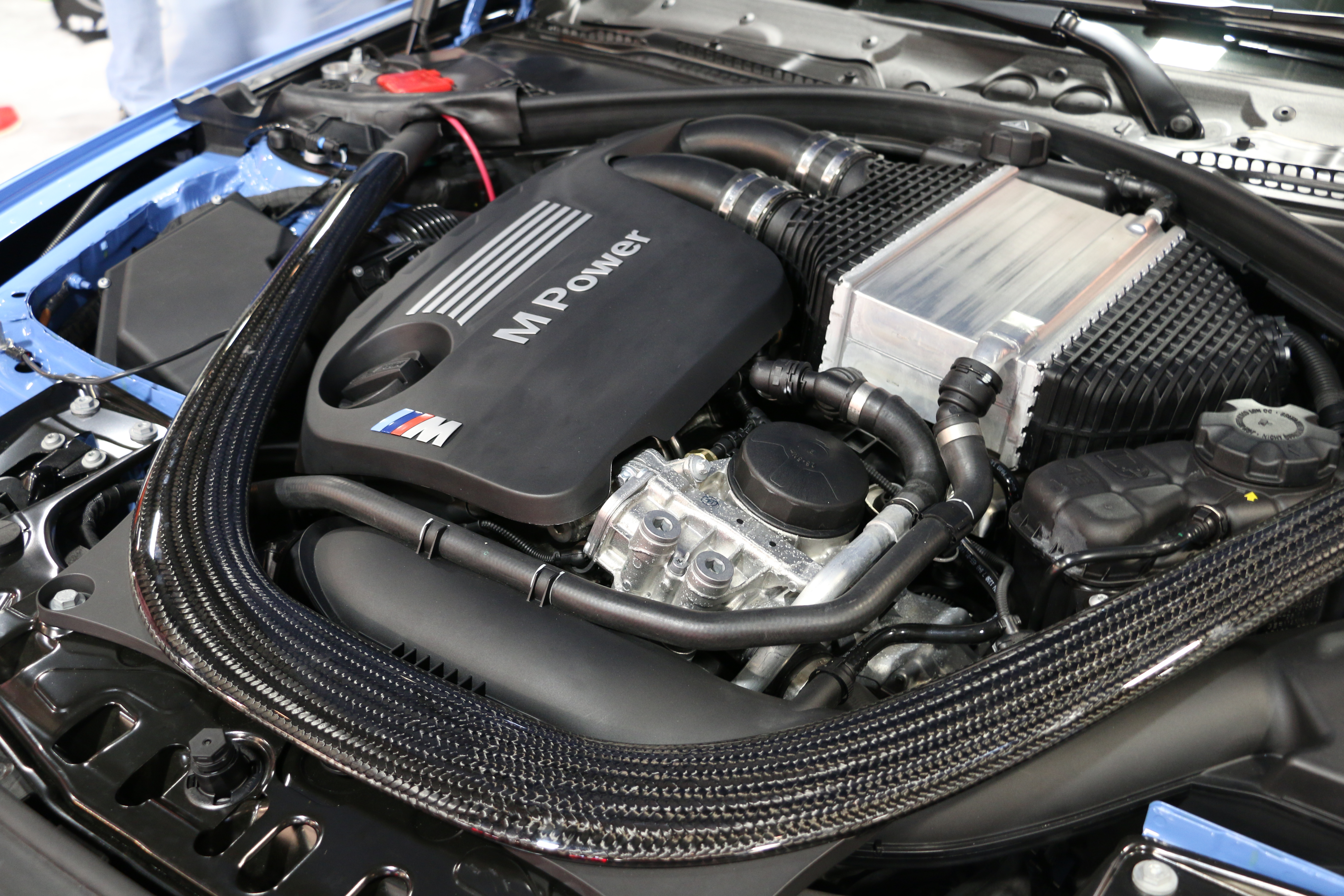
Motor S55 en un BMW M3 de 2014; la caja metálica es el intercambiado de líquido.

La refrigeración por agua en interenfriadores aire-agua son intercambiadores que transfieren la temperatura de entrada a un líquido intermedio, generalmente agua, que finalmente absorbe la temperatura expulsando el calor a la atmósfera. Estos sistemas usan radiadores en otros puntos, normalmente por motivos de espacio, para expulsar las temperaturas no deseadas, de la misma forma que refrigera un radiador. Los interenfriadores aire-agua suelen ser más pesados que los aire-are debido a los componentes adicionales que tiene que montar el sistema (bomba de agua, radiador, fluidos, etc.). El Toyota Celica GT-Four montó este sistema entre 1988 y 1989 y 1994 y 1999, también la versión Carlos Sainz Rally Championship de 1990 a 1993. El Subaru Legacy de 1989 a 1993 con 2.0 L DOHC con 4 cilindros en línea también llevaba un interenfriador aire-agua superior en los modelos GT y RS vendidos en Japón, Europa y Australia.
Una gran ventaja de este tipo de refrigerador es la gran capacidad de respuesta (que reduce el lag del turbo). Algunas configuraciones pueden llegar a producir hielo, con unas temperaturas de admisión inferiores a la de la atmósfera.
Ford adoptó la tecnología cuando decidió usar la inducción forzada mediante sobrealimentación en su Mustang Cobra y la plataforma de camioneta del Ford Lightning. Usa una mezcla de agua y glicol en el colector de admisión, justo bajo el sobrealimentador y tiene un gran intercambiador de temperatura en la parte frontal, todo potenciado por una bomba Bosch fabricada para Ford. Ford sigue usando esta tecnología a día de hoy en el Shelby GT500. Además el Chevrolet Cobalt SS Supercharged de 2005 a 2007 usa una configuración similar.
En los motores de barcos la refrigeración aire-agua es la más común con diferencia, debido al suministro ilimitado de agua disponible, además de que por su disposición una refrigeración por aire sería más difícil de desarrollar que una por agua. Los interenfriadores de barcos tiene un intercambiador de temperatura de forma tubular en la que el aire pasa por una serie de tubos y el agua circula entre ellos. La fuente de agua del interenfriador depende del sistema de refrigeración que tiene el motor. La mayor parte de los motores de barcos tienen agua dulce circulando en ellos a través de un intercambiado de temperatura que se refrigera con el agua del mar. Los materiales que componen los motores de barcos deben estar fabricados de materiales resistentes al agua del mar y la corrosión de la sal: normalmente con recubrimientos de cobre y níquel para los tubos y bronce para diversas piezas.